# Île Days
Pour les articles homonymes, voir Days (homonymie).
L'île Days est une île de l'État de Washington dans le comté de Pierce aux États-Unis appartenant administrativement à University Place.

## Description
Elle s'étend sur plus de 1 km de longueur pour une largeur d'environ 200 m. Reliée par un pont (Days island bridge), elle est entièrement bâtie. 